# Solec-Zdrój
Solec-Zdrój ist ein Kurort im Powiat Buski der Woiwodschaft Heiligkreuz in Polen. Er ist Sitz der gleichnamigen Landgemeinde mit 5033 Einwohnern (Stand 31. Dezember 2020).
Der Ort liegt etwa 61 km südöstlich von Kielce und 17 km südöstlich von der Kreisstadt Busko-Zdrój im Becken von Sandomierz, wenige Kilometer von der Mündung der Nida in die Weichsel am Bach Struga. 

## Geschichte

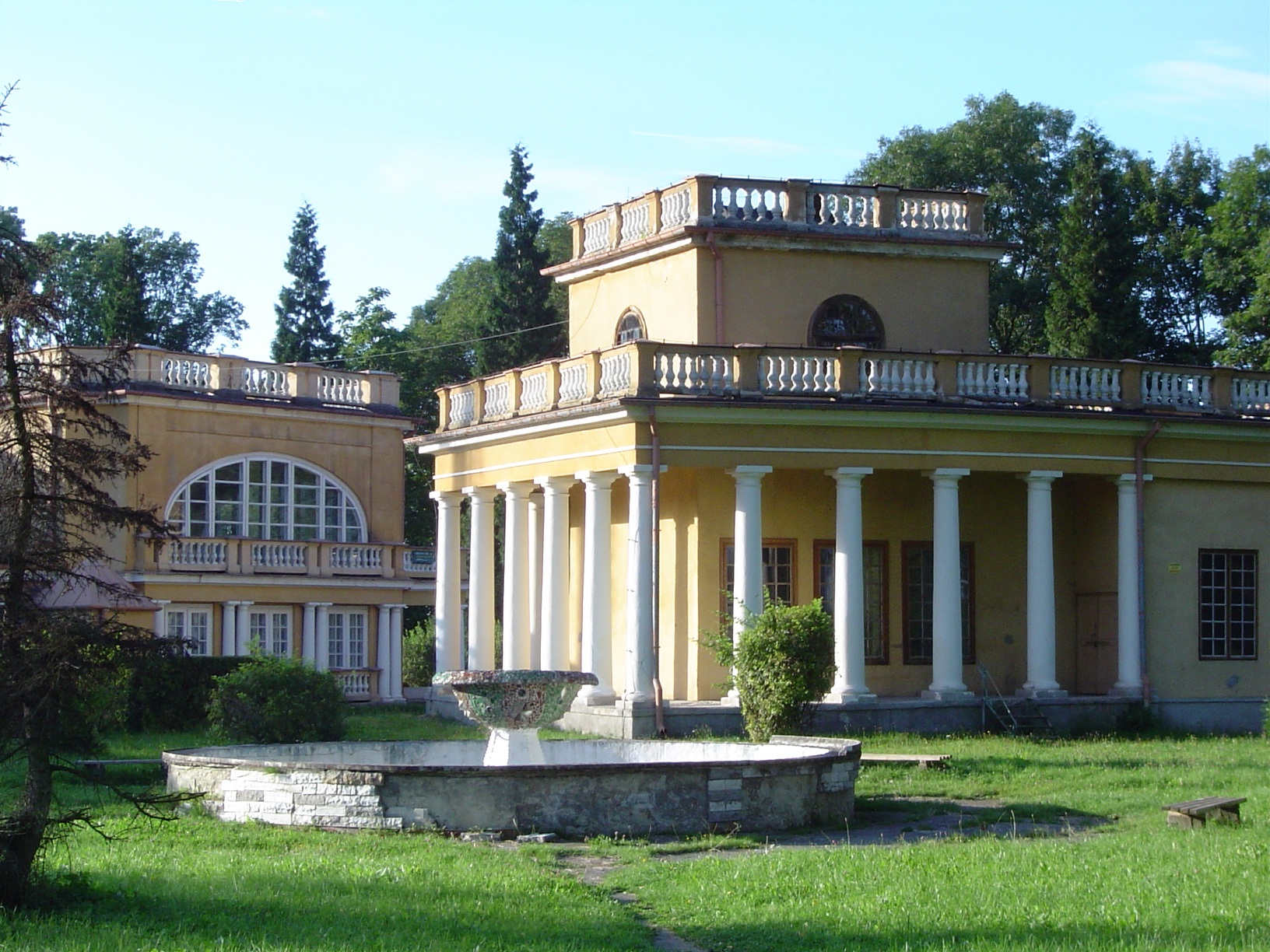
Kurhaus

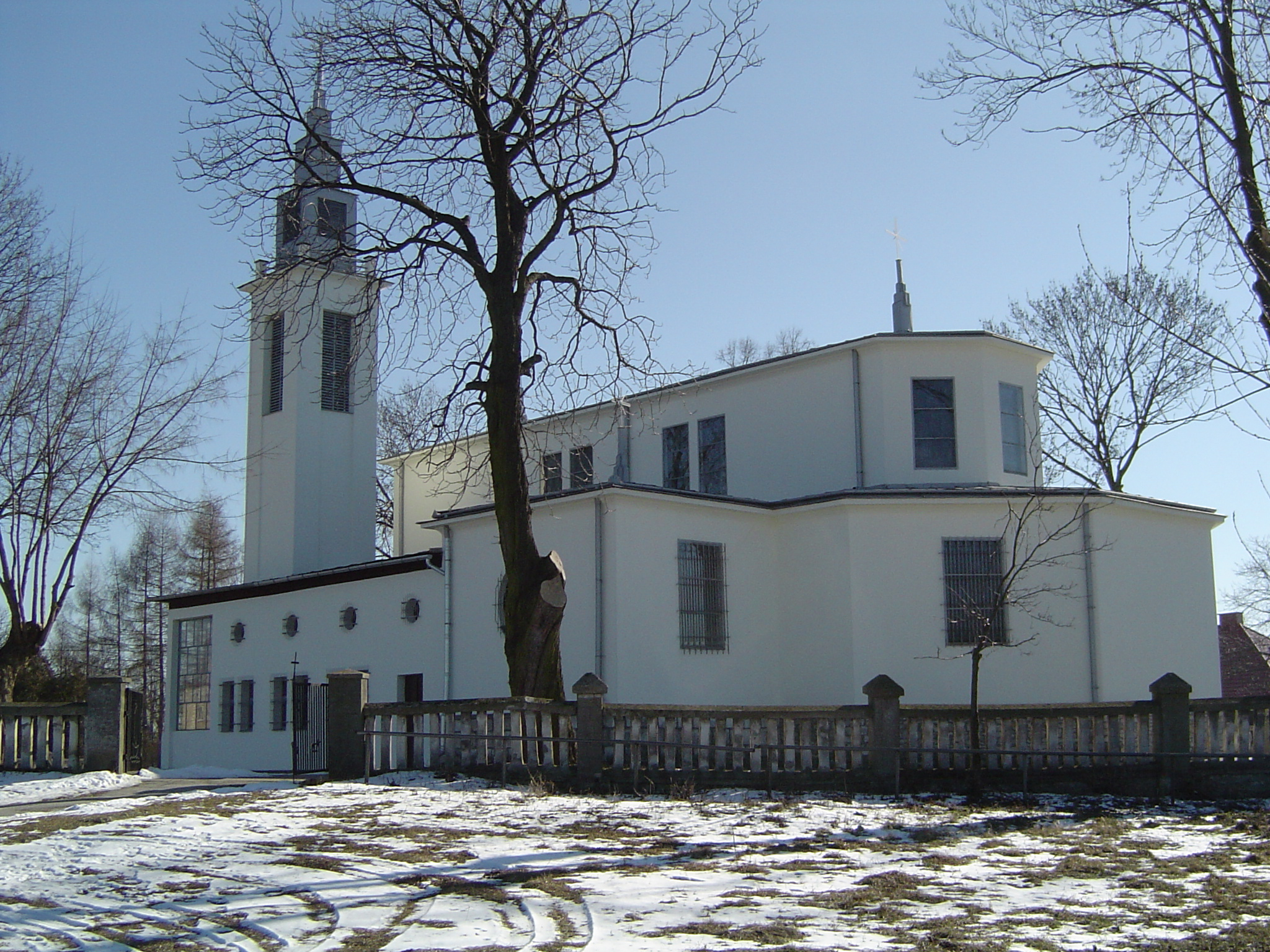
Kirche St. Nikolaus

Der Ort wurde bereits im 14. Jahrhundert erwähnt. In der Mitte des 15. Jahrhunderts war Jan Feliks Tarnowski, der Gouverneur von Lublin, Besitzer der Solequelle. Zu Beginn des 16. Jahrhunderts fiel der Ort der Tartareninvasion zum Opfer. In der Folge kam er an Martin Zborowski, den Kastellan von Krakau. Im 18. Jahrhundert erholte sich Solec von den Verwüstungen der vergangenen Zeit. 1795 fiel der Ort mit der dritten Polnischen Teilung an Österreich. 1809 kam Solec an das Herzogtum Warschau und 1815 an das unter russischer Herrschaft stehende Königreich Polen (Kongresspolen), dessen Schicksal es bis 1918 teilte. Nach Ende des Ersten Weltkriegs kam der Ort wieder zum neu entstandenen Polen, der Zweiten Polnischen Republik, 1939 unter deutsche Besatzung, nach 1944 zur Volksrepublik Polen, die 1989 in die Dritte Polnische Republik umgewandelt wurde. 1837 gründete Karol Godeffroy das Heilbad. 1974 erhielt der Ort Solec den Namen Solec-Zdrój.

## Gemeinde
Zur Landgemeinde (gmina wiejska) Solec-Zdrój gehören der Kurort selbst und 18 Dörfer mit Schulzenämtern.

## Kurort
Solec-Zdrój verfügt über einen Kurpark mit altem Baumbestand. Auch der Landschaftsschutzpark Szaniec (Szaniecki Park Krajobrazowy) berührt das Gemeindegebiet. Der Ort verfügt über zwei Heilwasserquellen mit Chlor-Jod-Natron-Brom-Sulfid-Sole, diese gelten als die weltweit stärkste Heilwasserquelle dieser Art. Das neoklassizistische Kurhaus wurde 1926/1927 von Romuald Daniewski errichtet. Das Sanatorium Świt, der frühere Theater- und Ballsaal im eklektizistischen Stil mit neugotischen Elementen, stammt aus dem Jahr 1900.

### Tourismus
Sehenswert sind die St.-Nikolaus-Kirche aus den Jahren 1937 bis 1939 und die Kuranlagen. – Solec-Zdrój ist Endpunkt des Wanderwegs (szlak turystyczny) von Busko-Zdrój (Markierung weiß-rot-weiß) und liegt am Wanderweg Grochowiska – Wiślica (Markierung weiß-grün-weiß).

### Kurorte in Polen
- Liste der Kurorte in Polen